# Эшли-Купер, Николас, 12-й граф Шефтсбери
Николас Эдмунд Энтони Эшли-Купер, 12-й граф Шефтсбери, так известный как Ник Эшли-Купер или Ник Шефтсбери (англ. Nicholas Edmund Anthony Ashley-Cooper, 12th Earl of Shaftesbury; родился 3 июня 1979 года) — британский пэр, землевладелец и филантроп. Он сменил своего брата на посту графа Шефтсбери в 2005 году. Ему также принадлежат вспомогательные титулы: 12-й барон Эшли из Уимборна Сент-Джайлса, 12-й барон Купер из Полетта и 13-й баронет Купер из Рокборна.

## Ранняя жизнь
Николас Эшли-Купер родился 3 июня 1979 года в Лондоне, младший сын Энтони Эшли-Купера, 10-го графа Шафтсбери (1938—2004), и его шведской жены Кристины Евы Монтан (родилась около 1940 года), дочери Нильса Монтана, бывшего посла Швеции в Германии. Его крестными отцами были Джеральд Гровенор, 6-й герцог Вестминстерский, и Саймон Эллиот, впоследствии шурин Чарльза, принца Уэльского.
У него был старший брат, Энтони Нильс Кристиан Эшли-Купер (1977—2005), который в 2004 году стал 11-м графом Шефтсбери, а также старший сводный брат и сводная сестра от первого брака леди Шефтсбери.
Его отец, 10-й граф Шафтсбери, был убит в ноябре 2004 года братом своей третьей жены Джамилы, графини Шафтсбери, и ему наследовал его старший сын. Джамила в настоящее время отбывает двадцатилетний тюремный срок как соучастница убийства.
Шесть месяцев спустя, 15 мая 2005 года, 11-й граф умер от сердечного приступа в Манхэттене, Нью-Йорк, находясь в гостях у своего младшего брата, и Эшли-Купер, таким образом, неожиданно сменил его в качестве графа. Газета «Дейли Телеграф» охарактеризовала нового графа, как «татуированный молодой рейвер». Затем он переехал с семьей на родину из Нью-Йорка и взял на себя обязанности графа.

## Карьера
До наследования семейных поместий Шефтсбери работал на телевидении и в музыке. Он начинал как стратегический аналитик в телевизионной сети Discovery Networks Europe, затем работал над цифровой стратегией и развитием бизнеса для Terra Firma Capital Partnersпосле приобретения музыкальной компании EMI Group. Затем он был частью команды, которая собрала более 5 миллионов долларов для Saatchi Online, онлайн-форума и художественной галереи, и, наконец, был главным операционным директором GoMix, компании, занимающейся разработкой интерактивных музыкальных программных платформ.
С 19 июня 2019 года граф Шефстебри занимает должность заместителя лейтенанта графства Дорсет.

## Брак и дети
11 сентября 2010 года в Дорсете граф Шефтсбери женился на Дине Стрейфенедер (род. 12 сентября 1980 года в Мюнхене), дочери доктора Фрица Стрейфенедера, немецкого хирурга-ортопеда на пенсии, и Ренаты Леандер-Стрейфенедер, аргентинского физиотерапевта. Она провела свою раннюю жизнь в Риме, Италия.
Графиня Шефтсбери по профессии ветеринарный врач и возглавила реставрацию Сент-Джайлз-хауса.
У графа и графини Шефтсбери трое детей:
- Энтони Фрэнсис Вольфганг Эшли-Купер, лорд Эшли (род. 24 января 2011 года), очевидный наследник титула
- Леди Вива Констанс Лиллемор Эшли-Купер (род. 22 апреля 2012 года)
- Леди Зара Эмили Туве Эшли-Купер (род. 17 октября 2014 года)[5].

## Поместья Шефтсбери
Уимборн-Сент-Джайлс в Восточном Дорсете является домашней базой и центром бизнеса Эшли-Куперов.
Деревня Уимборн-Сент-Джайлс находится на территории самого фамильного поместья. Семья Эшли прибыла в Дорсет, родом из Уилтшира, где они владели поместьем Эшли с XI века. Первым предком, проживавшим в Уимборн-Сент-Джайлз, был Роберт Эшли (родился около 1415 года), прапрапрапрапрадед Энтони Эшли-Купера, 1-го графа Шефтсбери.
Построенный в 1651 году, фамильный особняк Сент-Джайлс-хаус пришёл в негодность и пустовал около 60 лет. В 2001 году Сент-Джайлс-хаус был внесен в Реестр зданий, подверженных риску, как здание I класса, что указывает на запущенность и ветхость. Здания, включенные в список I класса, включают здания, представляющие «исключительный интерес, иногда считающиеся международно важными».
Обсуждения относительно будущего использования дома Святого Джайлса и поместья были возобновлены после наследования 12-м графом Шефтсбери. Работы над домом начались в 2011 году, и с тех пор реставрация была отмечена несколькими национальными наградами, в том числе премией Georgian Group Awards 2014 за восстановление загородного дома в георгианском стиле, премией Королевского института сертифицированных геодезистов (RICS) 2015 года за сохранение зданий, премией Исторического музея 2015 года. Премия Ассоциации домов / Sotheby’s за реставрацию и Премия Ангела исторической Англии за лучшее спасение исторического здания или объекта. Это помогло обеспечить будущее дома как семейного дома и места проведения самых разных мероприятий, включая свадьбы, концерты и корпоративные мероприятия.

### Mainsail Haul
Во время Второй мировой войны Сент-Джайлс-хаус был реквизирован и использовался в качестве школы для девочек, эвакуированных из Лондона, под названием Школа Национального союза родителей мисс Фаунс. В то время семья поселилась в дауэр-хаусе, известном как Mainsail Haul.

### Лох-Ней
Графу Шефтсбери принадлежат озеро и земля Лох-Ней в Северной Ирландии. Это самое большое озеро в Соединённом королевстве. Озеро обеспечивает 40 процентов питьевой воды региона, а также используется в качестве стока сточных вод (в системе, разрешенной только иммунитетом Британской короны). Обсуждения по поводу будущего управления озером продолжаются с Ассамблеей Северной Ирландии.

## Благотворительность
Лод Шефтсбери является послом благотворительной организации «Крылья за жизнь», занимающейся травмами спинного мозга, благотворительной организации, которую он начал поддерживать после своей травмы позвоночника. Шафтсбери участвовал в нескольких марафонах и ультра-марафонах в пользу благотворительных организаций.